# Bo Heinebäck
Kurt Axel Bo Heinebäck, född 2 mars 1937 i Motala församling, Östergötlands län, död 19 september 2021 i Sollentuna, var en svensk diplomat, jurist och författare.

## Biografi
Heinebäck var son till polisinspektören Carl Axel Heinebäck och ekonomibiträdet Ingrid Larsson. Han avlade juris kandidatexamen vid Uppsala universitet 1963. Parallellt med studierna hade han 1962 tjänstgjort som personalvårdsofficer vid de svenska FN-styrkorna i Kongo. Heinebäck tjänstgjorde därefter 1964–1972 för det svenska Utrikesdepartementet (UD) i Stockholm och i Genève, Alger och Washington, D.C.. Åren 1973–1975 var han "deputy director" för fredsforskningsinstitutet SIPRI innan han återvände till UD för tjänstgöring i Stockholm och New York 1975–1980. Sistnämnda år blev han svensk ambassadör i Harare, men återvände 1984 till UD för först två år som departementsråd och sedan fyra år som presschef. Heinebäck var därefter ambassadör i Canberra 1990–1994, även Port Vila och Honiara (från 1990) samt Port Moresby (från 1991). Åren 1994–1999 var han ambassadör i Pretoria. På den senare posten var Heinebäck även svenska regeringens representant i medlingssamtalen mellan regering och rebeller i Kongo.